# Myrina (Amazone)
Pour les articles homonymes, voir Myrina.
Myrina ou Myrine (en grec ancien Μύρινα / Múrina) est un personnage de la mythologie grecque, mais aussi, selon divers historiens de l'Antiquité, une reine ayant réellement existé, reine des Amazones libyennes.

## Amazones libyennes
Des informations sur les Amazones libyennes et leur reine sont données par Diodore de Sicile dans le troisième livre de la Bibliothèque historique. Apparemment, sa source était un écrivain du IIe siècle av JC, qui a réuni plusieurs sujets mythologiques et leur a donné une interprétation évhémérique,.
Selon Diodore, les amazones libyennes étaient les plus anciennes de toutes, et précédaient l'arrivée des amazones d'Asie Mineure. Elles les auraient surpassées par leurs exploits mais leur nation se serait éteinte plusieurs siècles avant la guerre de Troie.

## Conquêtes de Myrina
Suivant Diodore de Sicile, elle mena une expédition militaire avec une armée de trente mille femmes en Libye et vainquit les Atlantes, détruisant la ville de Cerné. À la demande des Atlantes, Myrina combattit également les Gorgones, mais sans les vaincre. Diodore décrit les Gorgones comme une nation guerrière menant régulièrement des attaques sur les terres des Atlantes.
Lors d'une campagne ultérieure, Myrina conclut un traité de paix avec Horus, souverain d'Égypte, puis attaqua et soumit plusieurs peuples, parmi lesquels les Syriens, les Arabes et les Ciliciens. Les Ciliciens s'étant rendus spontanément, elle les laissa libres. Elle prit également possession de la grande Phrygie ; des monts Taurus jusqu'au fleuve Caïque et plusieurs îles de la mer Égée dont Lesbos. Elle aurait également été la première à prendre possession d'une île inhabitée qu'elle nomma Samothrace où elle fit construire un sanctuaire. Les villes de Myrina de Lemnos, et peut-être Myrina de Mysie, Mytilène, Cymé, Pitane et Priène sont supposées avoir été fondées par Myrina et portent soit son nom, le nom de sa sœur Mytilène, ou des chefs de son armée (Cymé, Pitane et Priène).
L'armée de Myrina aurait été défaite par Mopsos de Thrace et Sipyle de Scythie à l'issue d'une bataille où Myrina et de nombreuses autres Amazones furent tuées.
Elle s'inscrit dans une ancienne tradition de femmes guerrières d'Afrique du Nord, soutenue par les écrits antiques tels que ceux d'Hérodote concernant des tribus guerrières féminines, tels que chez les Machlyès en Libye, dont les chars de guerre étaient conduits spécifiquement par des femmes.
L’Iliade mentionne une « Myrina » dont la tombe se trouve en Troade, souvent été identifiée à Myrina l'Amazone,, mais parfois aussi à Myrina fille de Teucros.

## Évocation littéraire
- Myrina figure parmi les 1 038 femmes référencées dans l'œuvre d’art contemporain The Dinner Party (1979) de Judy Chicago. Son nom y est associé aux Amazones[12].

## Sources
- (en) Cet article est partiellement ou en totalité issu de l’article de Wikipédia en anglais intitulé « Myrina (mythology) » (voir la liste des auteurs).